# Adam Christodoulou
Pour les articles homonymes, voir Christodoulou.
Adam Christodoulou, né le 11 juin 1989, est un pilote automobile britannique. Son cousin Riki Christodoulou est également pilote.
Il participe à plusieurs championnats de Grand Tourisme depuis 2010.

## Carrière
- 2006 : Championnat de Grande-Bretagne de Formule Renault winter series, 10e
- 2007 : Championnat de Grande-Bretagne de Formule Renault, 4e
  - Championnat de Grande-Bretagne de Formule Renault winter series, 3e
- 2008 : Championnat de Grande-Bretagne de Formule Renault, 1er (7 victoires)
- 2009 : Star Mazda, 2e (2 victoires)
- 2010 : Rolex Sports Car Series et International GT Open
- 2011 : Le Mans Series et ILMC
- 2012 : International GT Open

## Palmarès
- Champion de Grande-Bretagne de Formule Renault en 2008
- Vainqueur en Rolex Sports Car Series de la catégorie GT à Lime Rock Park en 2010
- Vainqueur des 24 Heures de Barcelone en 2012
- Vainqueur des 24 Heures du Circuit Paul Ricard en 2015
- Vainqueur des 24 Heures du Nürburgring en 2016